# Taxilejeunea laevis
Taxilejeunea laevis là một loài Rêu trong họ Lejeuneaceae. Loài này được (Gottsche) Stephani miêu tả khoa học đầu tiên năm 1913.